# 名古屋市立相原小学校
名古屋市立相原小学校（なごやしりつあいばらしょうがっこう）は、愛知県名古屋市緑区若田1丁目にある公立小学校。

## 沿革
- 1979年（昭和54年） - 名古屋市立相原小学校として開校。プール・体育館ができる。開校記念式が挙行され、校章が決まる。
- 1980年（昭和55年） - 普通教室6教室が増築される。市民教養ルームができる。
- 1982年（昭和57年） - 普通教室3教室、特別教室（図工室・特別室）が増築される。
- 1983年（昭和58年） - 普通教室3教室、特別教室（視聴覚室）が増築される。岩石園・観察池ができる。開校5周年記念と校歌制定記念式が挙行される。教材園ができる。
- 1987年（昭和62年） - 普通教室5教室、給食用リフト、クラブハウスができる。運動場が整地される。
- 1988年（昭和63年） - 開校10周年記念式が挙行され、。教訓碑ブロンズ像ができる。
- 1989年（平成元年） - コンピュータが導入される。
- 1992年（平成4年） - 飼育小屋ができる。あいあいパークができる。
- 1998年（平成10年） - 創立20周年記念式が挙行される。
- 1999年（平成11年） - 遊具が新設される。
- 2000年（平成12年） - 運動場が改修される。
- 2001年（平成13年） - トワイライトスクールが開校される。
- 2002年（平成14年） - 体育館兼講堂に耐震工事がされる。
- 2004年（平成16年） - 特別支援学級「おおぞら」が新設される。
- 2005年（平成17年） - 児童用コンピュータが更新される。
- 2006年（平成18年） - 南校舎に耐震工事がされる。
- 2008年（平成20年） - 創立30周年記念式典が挙行される。
- 2010年（平成22年） - 環境配慮型大規模改造工事がされる。児童用コンピュータが更新される。
- 2011年（平成23年） - 体育館棟大規模改修工事がされる。
- 2014年（平成26年） - 普通教室に空調が設置される。
- 2015年（平成27年） - 空調設備運用開始。
- 2016年（平成28年） - 屋上に太陽光パネルを設置する。
- 2017年（平成29年） - 特別支援学級（おおぞら2）増級。
- 2018年（平成30年） - 創立40周年記念作品展開催。

## 通学区域
- 名古屋市緑区鳴海町
  - 宿地（一部）
- 名古屋市緑区
  - 相原郷1丁目、相原郷2丁目、大形山（一部）、尾崎山1丁目、鳥澄1丁目、鳥澄2丁目、鳥澄3丁目、六田2丁目、若田1丁目、若田2丁目、若田3丁目

※ 卒業生は基本的に名古屋市立鳴海中学校へ進学する。

## 周辺
- 左京山駅
- 緑市民病院
- 緑保健センター
- 緑スポーツセンター
- 名鉄自動車学校
- 扇川
- 名古屋市立緑高等学校
- 六田公園

## アクセス
- 名鉄名古屋本線 左京山駅から北東へ600m
- 名古屋市営バス 若田にて下車し、西へ300m